# Epiplema ignefusa
Epiplema ignefusa är en fjärilsart som beskrevs av W. Warren 1907. Epiplema ignefusa ingår i släktet Epiplema och familjen Uraniidae. Inga underarter finns listade i Catalogue of Life.